# Czartki (gmina Sieradz)
Czartki – wieś w Polsce położona w województwie łódzkim, w powiecie sieradzkim, w gminie Sieradz.
W latach 1975–1998 miejscowość należała administracyjnie do województwa sieradzkiego.